# Tècnica de revisió i avaluació de programes

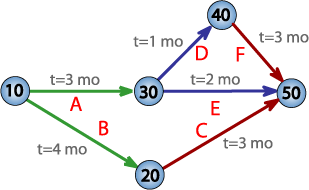
Exemple d'un diagrama de PERT

La tècnica de revisió i avaluació de programes (de l'anglès, Program Evaluation and Review Technique) és una de les tècniques usades tant per l'administració pública com per l'empresa privada com a eina de gestió de la qualitat. Aquesta tècnica és un model per l'administració i la gestió de projectes inventada el 1958 per l'oficina de projectes especials de la marina dels Estats Units del Departament de Defensa dels Estats Units d'Amèrica com a part del projecte de míssil balístic mòbil llaçat des d'un submarí. Aquest projecte fou una resposta directa a la crisi del Spútnik.
El diagrama PERT és una eina de representació gràfica permet veure les seqüències lògiques d'activitats que cal realitzar per a dur a terme un procés productiu: un pla de treball, una actuació, un programa, etc. Aquesta eina permet realitzar una planificació completa i ordenada de les actuacions, identificar les interrelacions lògiques entre les diferents activitats necessàries i identificar els camins crítics en la realització d'un pla de treball.